# Imperiul Iranian (Pahlavi)
Statul Imperial al Iranului, cunoscut oficial sub denumirea „Statul Imperial al Persiei” până în 1935, a fost un stat localizat în Asia, care a luat ființă în 1925, odată cu alegerea lui Reza Pahlavi ca șah al Iranului de către o adunare constituantă.